# Czech Open (šachy)

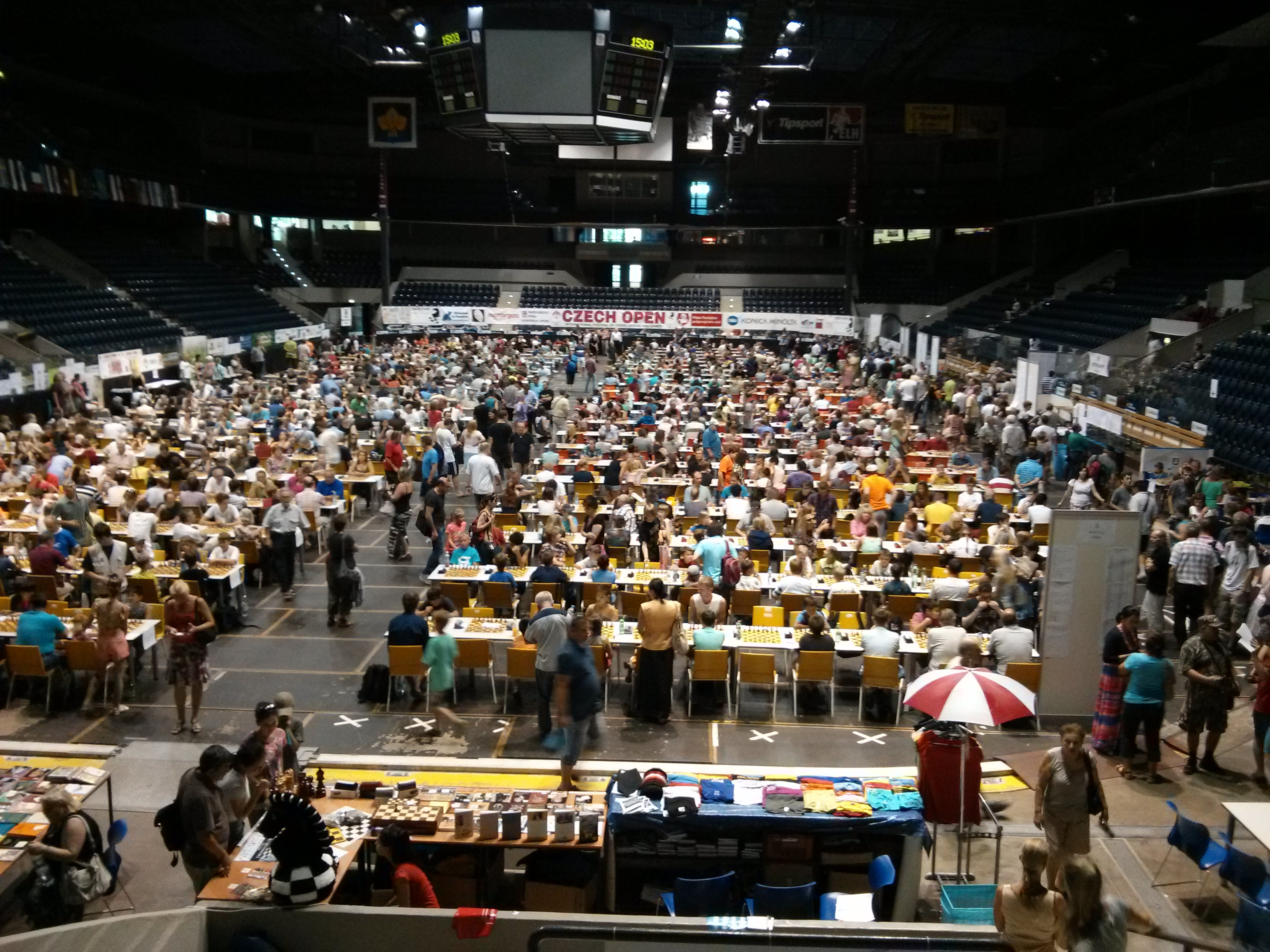
Czech Open 2013 v ČEZ Areně v Pardubicích

Mezinárodní festival šachu a her Czech Open je každoroční festival turnajů v šachu, bridži, pokeru, hospodském kvízu a dalších nejen deskových hrách, pořádaný v Pardubicích od roku 1990. Jeho hlavním dějištěm je zimní stadion Enteria Arena. Pořadatelem festivalu je agentura Ave-Kontakt. Na jeho základech vznikla série šachových festivalů Czech Tour, které je klíčovou součástí.

## Historie
Festival vznikl jako šachový turnaj O pohár města Pardubice. Jeho první ročník v roce 1990 vyhrál Jan Votava. Následně se jmenoval podle hlavního partnera Trimex Open, ale postupně se akce rozrůstala o další šachové turnaje, ale také o další hry. Výrazně se prestiž turnaje zvýšila v roce 1993, kdy se konaly dva velké velmistrovské turnaje. V uzavřeném pro deset velmistrů zvítězil Alon Greenfeld z Izraele s 6 body z devíti partií, otevřený za účasti šesti velmistrů vyhrál tehdy ještě mezinárodní mistr Zbyněk Hráček. Turnaj tehdy navštívil i mistr světa Anatolij Karpov. V následujícím roce se uzavřeného turnaje zúčastnil dokonce i Alexej Širov, patřící do tehdy dosud úzkého kroužku hráčů s ELO nad 2700 bodů, v uzavřeném turnaji obsadil druhé místo za Jevgenijem Barejevem. Tehdy se uzavřený velmistrovský turnaj konal naposledy.
V roce 1994 už se šachových turnajů účastnilo téměř 800 hráčů, a tak se festival o rok později musel přestěhovat na zimní stadion. Stoly se šachovnicemi zaplnily celý prostor mezi hokejovými mantinely. Hrálo se též pravidelně v sále kulturního domu Ideon.
V roce 2001 pořadatelé Czech Open rozšířili své působení i do dalších měst v České republice a vznikl tak seriál Czech Tour.
V roce 2002 se šachový festival poprvé rozrostl o další hry, nejprve o bridž a go. V roce 2004 se poprvé součástí Czech Open stalo i mistrovství Evropy amatérů, které se tam pak konalo až do roku 2012. Součástí festivalu bylo také mistrovství světa školních družstev v šachu (např. v roce 2006).
Ke dvaceti letům existence festivalu vyšla knížka autorů šachistů Lukáše Klímy a Sergeje Movsesjana Czech Open : Pardubický fenomén.
V roce 2018 došlo k rozšíření portfolia probíhajících turnajů a svou premiéru si odbyl první ročník MČR v Hospodském kvízu, kterého se účastnilo 35 týmů.

## Program
V roce 2014 byl program rozvržen celkem do osmnácti dnů. Celkem se v jeho průběhu konalo pět otevřených turnajů v klasickém šachu, dále turnaje družstev, v rapid šachu, bleskovém šachu, bleskovém maratonu a netradičních šachových formách, jako jsou Fischerovy šachy, holanďany, Raindropchess nebo Polgár Superstar Chess. V programu dále byly následující hry: bridž, go, scrabble, poker, soutěže ve skládání Rubikovy kostky, mankala, různé formy dámy, backgammon, piškvorky, zatre, luštění křížovek, sudoku a kakuro a festival tzv. abstraktních her.

## Šachy

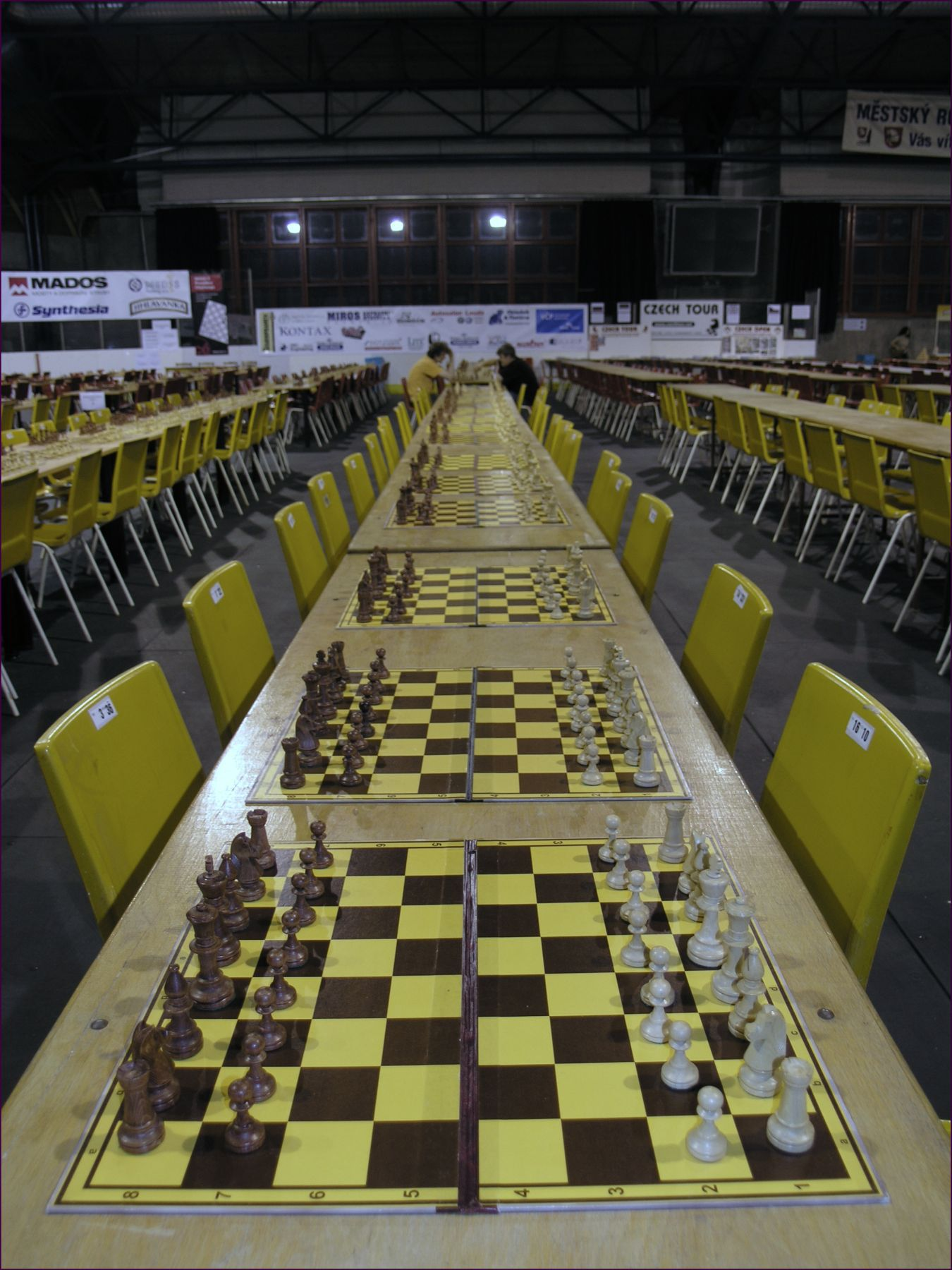
Šachovnice připravené pro konání festivalu Czech Open v roce 2007

Od počátků, kdy se hrál v roce 1990 otevřený turnaj v klasickém šachu ve dvou úrovních (turnaj A a B), se šachový program festivalu značně rozrostl. V letech 1993 a 1994 proběhly uzavřené velmistrovské turnaje, dál se součástí stal otevřený turnaj v rapid šachu nebo turnaj čtyřčlenných družstev. Oba později získaly status oficiálního otevřeného mistrovství České republiky, tj. nejlepší čeští hráči a česká družstva v nich získali tituly mistrů republiky. V průběhu festivalu se hrají také turnaje o titul mistra republiky ve Fischerových šachách, v tzv. holanďanech nebo v bleskovém maratonu.
Nejúspěšnějšími hráči hlavního otevřeného turnaje byli až do roku 2018 Vlastimil Babula, Ukrajinec Anton Korobov, Rumun Liviu-Dieter Nisipeanu a Sergej Movsesjan (za Gruzii a Arménii), kteří ho vyhráli dvakrát. V roce 2018 ale Movsesjan znovu zvítězil a stal se prvním trojnásobným vítězem Czech Open.
Mezi slavné hráče, kteří se turnajů festivalu aktivně zúčastnili, patří Alexej Širov, Sergej Movsesjan, David Navara, Viktor Láznička, Šachrijar Mameďjarov a další.

### Vítězové hlavního otevřeného turnaje
- 1990 – Jan Votava
- 1991 – Virginijus Dambrauskas (Litva)
- 1992 – Jevgenij Glejzerov (Rusko)
- 1993 – Zbyněk Hráček
- 1994 – Michail Krasenkov (Rusko)
- 1995 – Sergej Movsesjan (Gruzie)
- 1996 – Jevgenij Najer (Rusko)
- 1997 – Konstantin Sakajev (Rusko)
- 1998 – Milan Žůrek
- 1999 – Valerij Něverov (Rusko)
- 2000 – Michail Gurevič (Belgie)
- 2001 – Matthias Womacka (Německo)
- 2002 – Vladislav Borovikov (Ukrajina)
- 2003 – Vlastimil Babula
- 2004 – Sergej Grigorjanc (Rusko)
- 2005 – Andrej Kovaljov (Bělorusko)
- 2006 – Stanislav Novikov (Rusko)
- 2007 – Vlastimil Babula
- 2008 – Eldar Gasanov (Rusko)
- 2009 – Anton Korobov (Ukrajina)
- 2010 – Anton Korobov (Ukrajina)
- 2011 – Dmitrij Kononěnko (Ukrajina)
- 2012 – Tamir Nabaty (Izrael)
- 2013 – Liviu-Dieter Nisipeanu (Rumunsko)
- 2014 – Liviu-Dieter Nisipeanu (Rumunsko)
- 2015 – Viktor Láznička
- 2016 – Sergej Movsesjan (Arménie)[11]
- 2017 – Jan Krejčí[12]
- 2018 – Sergej Movsesjan (Arménie)[10]
- 2019 – Jiří Štoček[13]
- 2020 – Lucas van Foreest (Nizozemsko)[14]
- 2021 – Vojtěch Zwardoň[15]
- 2022 – Alexander Donchenko (Německo)[16]
- 2023 – Žandos Agmanov (Kazachstán)[17]

### Vítězové hlavního uzavřeného turnaje
- 1993 – Alon Greenfeld (Izrael)
- 1994 – Jevgenij Barejev (Rusko)